# Mosche Jaʿalon

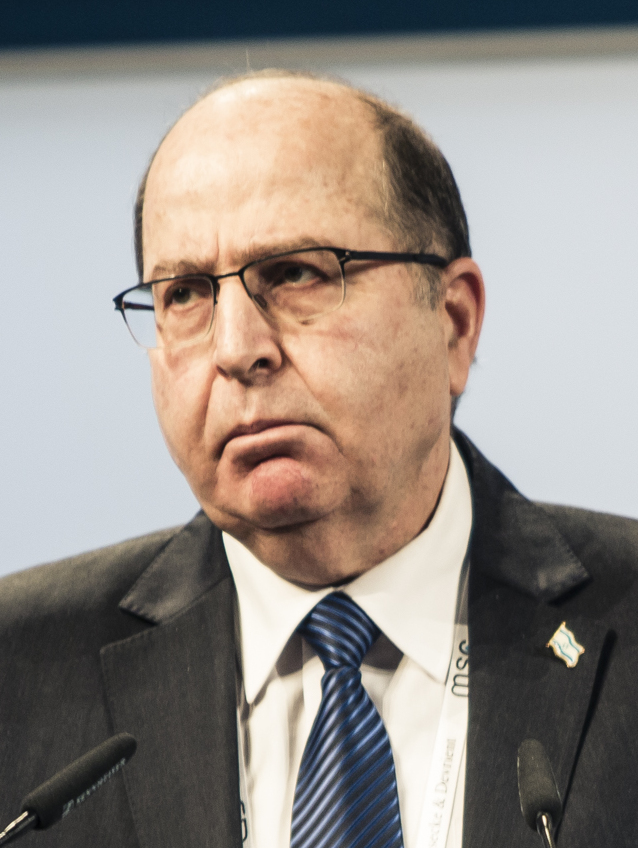
Mosche Jaalon während der Münchner Sicherheitskonferenz 2016

Mosche Jaʿalon (hebräisch משה יעלון, [mɔʃɛ jaˈaːloːn]; * 24. Juni 1950 in Kirjat Chaim in Nordisrael als Mosche Smilansky) ist ein israelischer Politiker und ehemaliger General der Israelischen Verteidigungsstreitkräfte. Er ist mit dem Spitznamen „Bogie“ bekannt.
Von Juli 2002 bis Juni 2005 bekleidete er das Amt des Generalstabschefs der Israelischen Verteidigungsstreitkräfte. Als Mitglied der Likud-Partei war er von März 2009 bis März 2013 Vize-Premierminister und Minister für strategische Angelegenheiten; von März 2013 bis Mai 2016 israelischer Verteidigungsminister. Mosche Jaʿalon gründete Anfang 2019 seine eigene Partei namens Telem, die er bis April 2021 in der Knesset vertrat.

## Militärische Laufbahn
1968 begann er seinen Dienst in der Nachal-Brigade und einem Fallschirmregiment. Er nahm am Jom-Kippur-Krieg teil und wurde danach Offizier. Nach einer Reihe von Kommando-Posten in der Israelischen Fallschirmjäger-Brigade war er 1978 in der Operation Litani Kommandeur der Aufklärungsabteilung der Fallschirmjägerbrigade. Er war auch Kommandeur in der Eliteeinheit Sajeret Matkal. Von 1979 bis 1982 kämpfte er im Libanonkrieg, zuletzt als stellvertretender Kommandeur der Fallschirmbrigade. Kurz vor Ende seiner Dienstzeit wurde er im Libanon verwundet.
1986 ging er nach Camberley in Großbritannien und besuchte dort das Staff College. Nach Beendigung eines Politikstudiums an der Universität Haifa wurde er im Februar 1990 schließlich Kommandeur der Fallschirmjägerbrigade.
Jaʿalon war an der Tötung von Chalil al-Wazir alias Abu Dschihad, dem Vize-Chef der PLO und damit Vertreter von Jassir Arafat, am 16. April 1988 beteiligt.
Im Juni 1995 übernahm Jaʿalon schließlich die Leitung des Militärgeheimdienstes Aman und wurde zum Aluf ernannt. Am 15. September 2000 wurde er stellvertretender Generalstabschef und zwei Jahre darauf Generalstabschef der israelischen Armee.
In einem unerwarteten Schritt erklärte Verteidigungsminister Schaʾul Mofaz am 15. Februar 2005, dass er Jaʿalons Amtszeit nicht um ein weiteres Jahr verlängern würde, was die übliche Praxis gewesen wäre. Auf diese Weise hat Jaʿalon, der politisch als rechts angesehen wird, bereits vor dem angekündigten Abzug aus dem Gazastreifen im Sommer 2005, den er kritisch beurteilte, Platz für einen Nachfolger gemacht. Die Entscheidung wurde, vor dem Hintergrund des Trennungsplanes, von höheren Offizieren des Generalstabs sowie beiden Seiten des politischen Spektrums äußerst negativ kommentiert und als Schwächung der nationalen Sicherheit dargestellt, zumal der Direktor des Inlandgeheimdienstes Schin Bet Avi Dichter ebenfalls bereits im Mai 2005 abgelöst wurde.
Am 1. Juni 2005 wurde Jaʿalon von General Dan Chalutz abgelöst.

## Politische Laufbahn

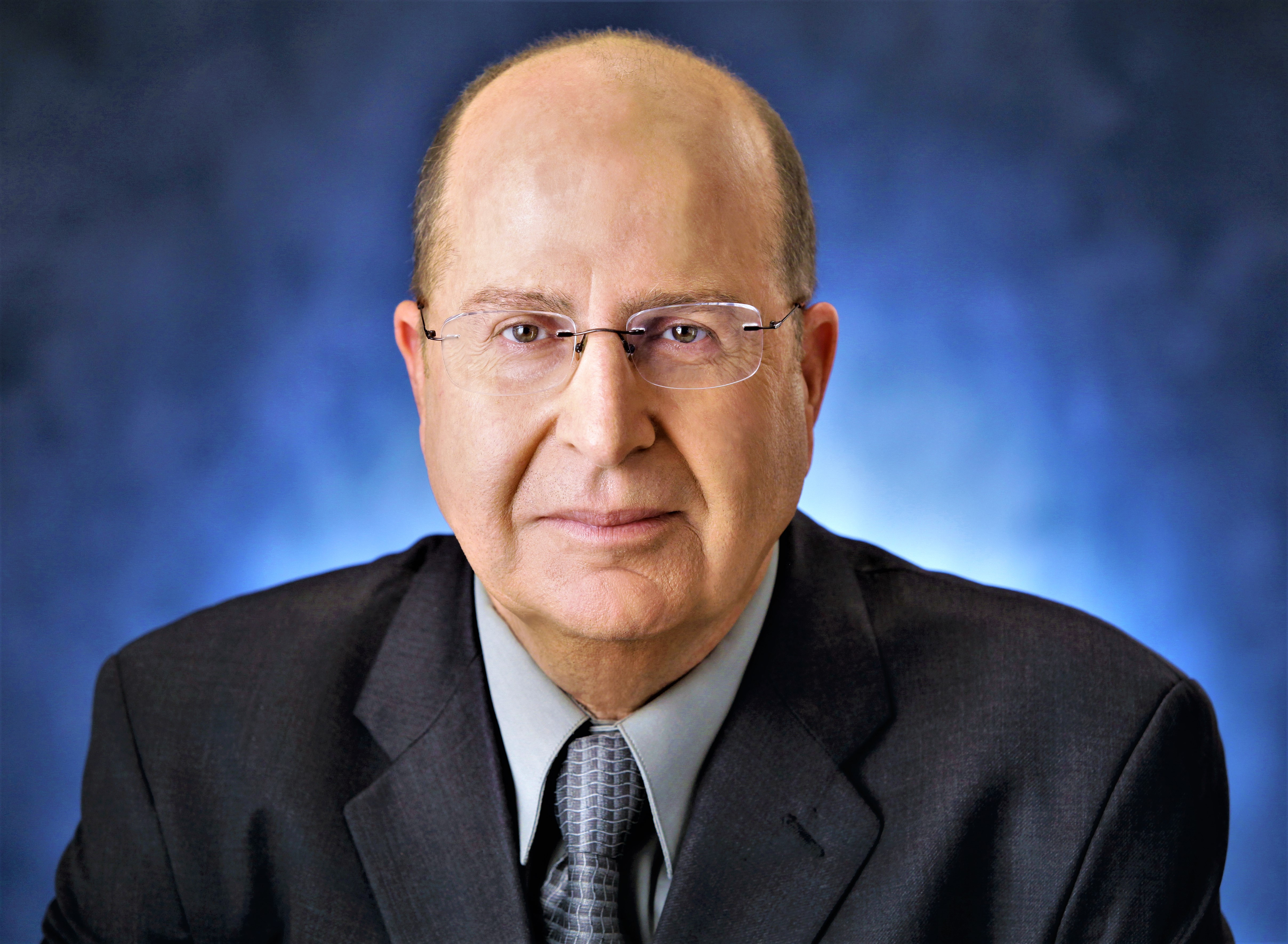
Mosche Jaʿalon (2006)

Am 17. November 2008 wurde bekannt, dass Jaʿalon Mitglied der Partei Likud wurde und bei den Wahlen 2009 antreten wollte. Er gewann den achten Platz auf der Liste der Partei Likud und wurde Mitglied der Knesset. Die Partei holte sich insgesamt 27 Sitze. In der zweiten Regierung Netanjahu war er von 31. März 2009 bis 18. März 2013 Vize-Premierminister (neben Silvan Shalom) und Minister für strategische Angelegenheiten. Die Regierungskoalition umfasste die Partei Jisraʾel Beitenu von Avigdor Lieberman, die Partei haʿAwoda mit dem Parteichef Ehud Barak und die ultraorthodoxe Partei Schas.
Anfang Oktober 2009 sagte Jaʿalon eine Reise nach Großbritannien ab. Er befürchtete eine Verhaftung wegen Kriegsverbrechen. 2002 war er als Generalstabschef der Israelischen Verteidigungsstreitkräfte maßgeblich an der Gezielten Tötung des Qassam-Brigaden-Kommandeur Salah Shehade der Hamas mit weiteren 14 Personen beteiligt.
Im März 2013 wurde er israelischer Verteidigungsminister. Von diesem Amt trat er im Mai 2016 wegen eines Streits mit Ministerpräsident Benjamin Netanjahu zurück. Jaʿalon hatte Offiziere ermuntert, ihre Sorgen und Kritik offen kundzutun. Netanyahu kritisiert Jaʿalon dafür scharf. Das Zerwürfnis der beiden führte zu einem Rechtsruck der Regierung. Netanyahu setzte Avigdor Lieberman, Gründer der ultranationalistischen Partei Jisrael Beitenu, als seinen Nachfolger als Verteidigungsminister ein. Jaʿalon gab auch sein Parlamentsmandat in der Knesset auf.
Am 2. Januar 2019 gründete Jaʿalon eine neue Partei, die den Namen „Telem“ trägt. Ende Januar 2019 verkündete er, seine Partei werde bei den Knesset-Wahlen am 9. April 2019 gemeinsam mit Benny Gantz’ Partei Chosen le-Jisraʾel (übersetzt: Widerstandskraft für Israel) antreten. Beide Parteien gingen später in dem Wahlbündnis Kachol Lavan auf. Jaʿalon wurde erneut Abgeordneter in der Knesset und war weiterhin ein entschiedener Kritiker Netanjahus. An der Wahl 2021 nahmen Jaʿalon und seine Partei nicht teil, nachdem absehbar war, dass sie die 3,25-Prozent-Hürde nicht schaffen würde.

## Politische Positionen und Äußerungen

### Äußerungen zur Zweiten Intifada
Einige Äußerungen, die Jaʿalon während der Al-Aqsa-Intifada in der Öffentlichkeit tätigte, wurden vielfach und kontrovers rezipiert. So sprach er beispielsweise am 29. August 2002 in der israelischen Zeitung Haʾaretz von einer „palästinensischen Bedrohung“, deren „Charakteristika unsichtbar seien, wie Krebs“. Zur Frage nach seinem entsprechenden Vorgehen im Gaza-Streifen und der Westbank antwortete er:

„Es gibt die verschiedensten Therapiemöglichkeiten gegen Krebs. Einige sagen, es ist notwendig, Organe zu amputieren, aber im Moment verwende ich die Chemotherapie.“

### Äußerungen zum Israel-Gaza-Krieg ab 2023
Am 30. November 2024 bezeichnete Jaʿalon im Kontext des Israel-Gaza-Krieges das Vorgehen der israelischen Armee im Norden des Gazastreifens als ethnische Säuberung und warf der israelischen Regierung vor, Kriegsverbrechen zu begehen.

„Die Straße, die wir entlanggeführt werden, ist Eroberung, Annexion und ethnische Säuberung“ [...] „Was passiert dort? Es gibt kein Beit Lahija mehr, kein Beit Hanun, die Armee interveniert in Dschabalija und in Wahrheit wird das Land von Arabern gesäubert.“

Kurz darauf betonte Jaʿalon, dass er nicht dem Militär ethnische Säuberung vorwarf, sondern der Regierung, und er schrieb, dass die Regierung durchaus das Recht hätte, »zu beschließen, die Araber aus dem Gazastreifen zu evakuieren und diesen mit Juden zu besiedeln«.